# نيكولاس أسيفيدو
نيكولاس أسيفيدو (بالإسبانية: Nicolás Acevedo)‏ هو لاعب كرة قدم أوروغواياني في مركز الوسط، ولد في 14 أبريل 1999 في مونتيفيديو في الأوروغواي. شارك مع منتخب الأوروغواي تحت 20 سنة لكرة القدم. أما مع النوادي، فقد لعب مع نادي ليفربول ونادي نيويورك سيتي.

## وصلات خارجية
- نيكولاس أسيفيدو على موقع الدوري الأمريكي (الإنجليزية)
- نيكولاس أسيفيدو على موقع قاعدة بيانات كرة القدم.إي يو (الإنجليزية)
- نيكولاس أسيفيدو على موقع Soccerway.com (الإنجليزية)